# Parabeno

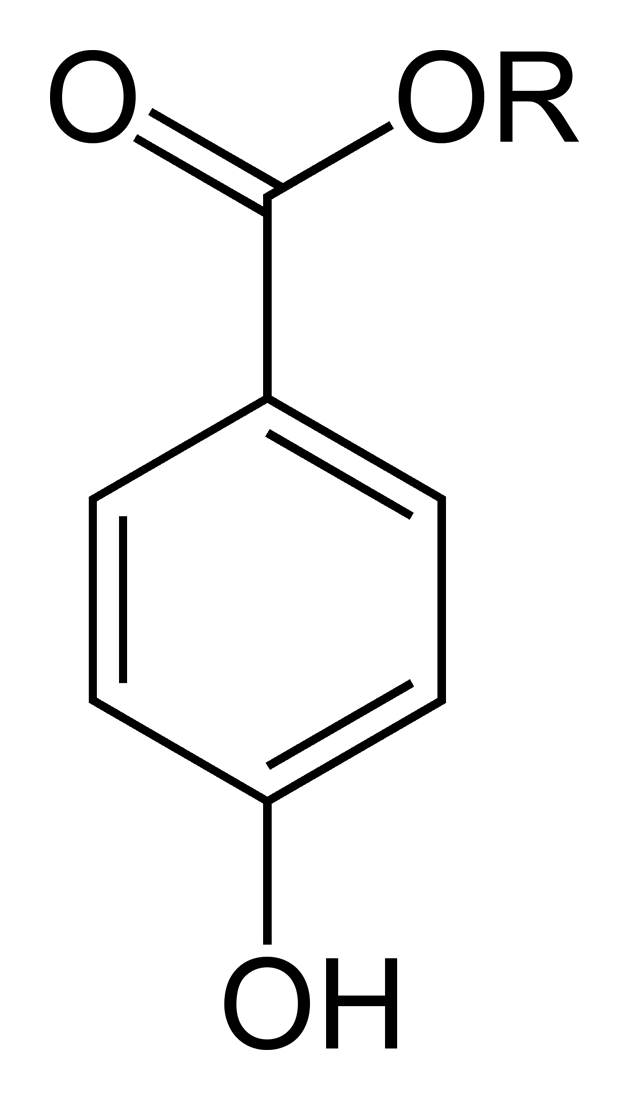
Estructura química general de un parabeno:
para-hidroxibenzoato de R, donde R es un grupo alquilo.

Los parabenos son compuestos químicos usualmente utilizados como conservantes en cosméticos y medicamentos. Son ésteres del ácido p-hidroxibenzoico, también llamado ácido para-hidroxibenzoico (o ácido 4-hidroxibenzoico), de donde deriva su nombre. Por ello, se denominan PHB a las sales derivadas de estos compuestos, iniciales de para-HidroxiBenzoato. La figura derecha muestra su estructura química general, donde R simboliza un radical del grupo alquilo, como metilo, etilo, propilo o butilo.

## Propiedades y aplicaciones
Estos compuestos y sus sales se usan principalmente por sus propiedades bactericidas y fungicidas, actuando de manera efectiva como conservantes en muchos tipos de fórmulas químicas. Tal eficacia como conservantes en combinación con su bajo costo, su largo historial de inocuidad en su uso y la no demostrada eficacia de ingredientes naturales como el extracto de semilla de toronja probablemente explican por qué los parabenos son tan comunes.
Por ello, son un tipo de compuesto químico utilizado habitualmente en las industrias cosmética y farmacéutica. Pueden ser encontrados en champús, cremas hidratantes, geles para el afeitado, lubricantes sexuales, medicamentos tópicos y parenterales, autobronceadores y dentífricos.
También son utilizados como aditivos alimentarios de tipo conservante. En la conservación de alimentos, se utilizan desde la década de 1930, para la protección de derivados cárnicos, especialmente los tratados por el calor, conservas vegetales y productos grasos, repostería y en salsas de mesa. Se usan en relleno de pasteles, refrescos, jugos, aderezos, ensaladas, jaleas con edulcorantes artificiales, mientras el éster de heptilo se usa en la cerveza.
Sin embargo, está creciendo la controversia acerca de estas aplicaciones alegando efectos cancerígenos, y algunas organizaciones que se adhieren al principio de precaución se oponen a su uso cotidiano.

## Parabenos usuales
Los parabenos más usuales son metilparabeno (methylparaben, Número E E-218), etilparabeno (ethylparaben, E-214), propilparabeno (propylparaben, E-216) y butilparabeno (butylparaben). Otros parabenos menos comunes son isobutilparabeno (isobutylparaben), isopropilparabeno (isopropylparaben), bencilparabeno (benzylparaben) y sus sales.
Existen en el mercado gran cantidad productos para el consumo humano que llevan parabenos y que ingerimos a diario. En la UE (Unión Europea), se les han asignado unos códigos específicos: E214, E215, E216, E217, E218 y E219. Sin embargo el problema de los parabenos químicos se encuentra en la forma en que son metabolizados por el cuerpo humano. El metabolismo del cuerpo humano es capaz de eliminar con relativa facilidad los parabenos si los hemos consumido por vía oral, en cambio, si los hemos consumido a nivel tópico son más difíciles de sintetizar por nuestro organismo. Por eso es muy importante usar maquillaje y cosméticos libres de parabenos.

## Repercusiones
La bióloga molecular Philippa Darbre, de la Universidad de Reading, afirma que el tipo de ésteres de parabenos encontrado en los tumores de mama indica que proceden de su aplicación a través de la piel, por el uso de desodorantes, cremas o sprays en la axila. Algunos parabenos se encuentran en plantas; por ejemplo, el metilparabeno se halla en el arándano, donde actúa como agente antimicrobiano. Sin embargo, cuando los parabenos se ingieren son metabolizados haciéndoles perder su grupo éster, de forma que su actividad xenoestrogénica disminuye.
El metilparabeno es más eficaz contra mohos, mientras que el propilparabeno lo es contra las levaduras.

## Síntesis
Todos los parabenos usados comercialmente son producidos de forma sintética, aunque algunos de ellos se pueden encontrar en la naturaleza. Son producidos mediante la esterificación del 4-ácido hidroxibenzoico con el alcohol apropiado. El 4-ácido hidroxibenzoico es, a su vez, producido industrialmente mediante una modificación de la reacción de Kolbe-Schmitt, usando fenóxido de potasio y dióxido de carbono. El mecanismo de forma general de la esterificación de un ácido con un alcohol es conocido como Esterificación de Fischer.
Inicialmente, la protonación del oxígeno carboxílico da lugar a un carbocatión deslocalizado (etapa 1). El carbono carbonílico así activado puede ser atacado nucleófilamente por el metanol. La pérdida de un protón del aducto resultante produce el intermedio tetraédrico (etapa 2). Esta especie constituye un punto intermedio crucial, porque puede evolucionar en cualquier dirección en presencia de ácido mineral como catalizador. Por un lado, puede perder metanol mediante la inversión de las etapas 1 y 2. Este proceso, que se inicia con la protonación del oxígeno del grupo metoxi, conduce de nuevo al ácido carboxílico. Por otro lado, la protonación de cualquiera de los 2 oxígenos hidroxílicos permite la eliminación de agua para dar el éster (etapa 3). Todas estas etapas son reversibles. Por ello, tanto la adición de exceso de alcohol como la extracción de agua del medio de reacción favorecen la esterificación, desplazando los equilibrios de las etapas 2 y 3, respectivamente. La hidrólisis del éster transcurre a través de la secuencia inversa y está favorecida en medio acuoso.

## Toxicología
Los parabenos han sido considerados inocuos por su perfil de baja toxicidad y su largo historial de uso seguro. Estudios en roedores sobre los efectos agudos, subcrónicos y crónicos indican que los parabenos son prácticamente no tóxicos. Los parabenos se absorben, metabolizan y excretan de forma rápida.
Los principales metabolitos de los parabenos son ácido p-hidroxibenzoico (pHBA), ácido p-hidroxihipúrico (M1), p-hidroxibenzol (glucuronida, M3) y p-carboxifenilsulfato (M4).

### Reacciones alérgicas
En la mayoría de individuos, los parabenos no resultan irritantes ni sensibilizantes. Sin embargo, a aquellos que tienen alergia a los parabenos, un pequeño porcentaje de la población, su uso les puede ocasionar irritación de la piel, dermatitis de contacto y rosácea.

### Cáncer de mama
Un estudio científico expone el hallazgo de parabenos en muestras de tumores mamarios. La validez de este estudio ha sido discutida en la literatura científica. Sin embargo, este estudio ha alimentado la creencia de que los parabenos que contienen los desodorantes u otros cosméticos habrían migrado al tejido mamario contribuyendo al desarrollo de los tumores. De todas formas, no ha sido demostrado que los parabenos causen cáncer y no hay ninguna evidencia científica de relación con ningún tipo de tumor. Aunque algunos científicos creen que puede haber una correlación basándose en el primer estudio citado. En este estudio británico se hallaron altas concentraciones de parabenos en 18 de las 20 muestras analizadas. Este argumento es congruente con la propiedad de los parabenos de imitar la acción de los estrógenos, conocidos por su capacidad de contribuir al desarrollo del cáncer de mama.
Una reciente revisión de los datos disponibles concluye así:

Es biológicamente inverosímil que los parabenos puedan aumentar el riesgo de cualquier variable mediada por los estrógenos, incluyendo efectos en el sistema reproductivo masculino o en el cáncer de pecho; y el efecto de una exposición,en el peor de los casos, cotidiana, presentaría menos riesgos que los propios que tiene la ingestión en la dieta de fitoestrógenos como la daidzeína.

Además, la Sociedad Americana de Cáncer (American Cancer Society) ha concluido que no existe ninguna evidencia científica de que el uso de cosméticos como desodorantes incremente el riesgo individual de desarrollar cáncer de mama.
Incluso aunque es imposible conectar directamente parabenos y tumores basándose en los estudios actuales, también lo es afirmar que los parabenos son seguros ya que los efectos de su exposición a largo plazo en la salud son desconocidos.

Con esta investigación no es posible decir si realmente los parabenos causaron esos tumores, pero sí que pueden estar relacionados con el aumento de casos de cáncer de mama. Dado que esta enfermedad mata a muchas mujeres y que un muy alto porcentaje de mujeres jóvenes utiliza desodorantes en las axilas, creo que deberíamos llevar a cabo más investigaciones sobre los parabenos y en qué partes del cuerpo pueden ser hallados
Doctor Philip Harvey, editor del Journal of Applied Toxicology, donde fue publicado el estudio.

### Actividad estrogénica
Experimentos en animales han demostrado que los parabenos tienen una débil acción estrogénica, actuando como xenoestrógenos.
En un estudio in vivo, se determinó que el efecto del butilparabeno era aproximadamente 100,000 veces más débil que el estradiol, aunque este efecto sólo fue observado cuando se empleaban dosis 25,000 veces mayores a las utilizadas realmente en los conservantes de los productos. Como el efecto estrogénico depende de la dosis, puede calcularse que a dosis normales en el uso del butilparabeno, éste es de 100,000 x 25,000; es decir, 2,500,000 veces más débil que el estradiol. En el mismo estudio se determinó que la actividad estrogénica in vivo de los parabenos es 1,000 veces menor (3 órdenes de magnitud) que la misma in vitro, probablemente por el rápido metabolismo de los parabenos comparado con el de los metabolitos no estrogénicos. Los datos in vivo son aceptados como más relevantes que los in vitro.
La actividad estrogénica de los parabenos crece con la longitud de su grupo alquilo. Su principal ventaja es que son activos en medios neutros, al contrario que los otros conservantes, que sólo son útiles en medio ácido. En cambio tienen el inconveniente de que incluso a las dosis autorizadas proporcionan a los alimentos un cierto olor y sabor fenólico. Se cree que el propilparabeno es también estrogénico en cierto grado, aunque se puede esperar que lo sea menos que el butilparabeno por su menor naturaleza lipófila. Desde el momento en que se concluye que la actividad estrogénica del butilparabeno es insignificante en su uso normal, lo mismo se puede concluir para sus análogos con grupo alquilo más corto.
Algunos estrógenos son conocidos por promover el crecimiento de los tumores; sin embargo, la actividad estrogénica y la actividad mutagénica de los estrógenos no es la misma, dependiendo esta última de la química del radical libre y de la actividad del receptor no estrogénico. Sin embargo, este estudio ha provocado algo de preocupación acerca del uso del butilparabeno, y en menor grado también sobre otros parabenos en cosméticos y desodorantes. No obstante, no hay evidencia de que ningún cosmético que contenga parabenos represente un riesgo de salud debido a las bajas dosis que contienen y al hecho de que es improbable que los parabenos penetren en el tejido, permaneciendo éste intacto, y se acumulen allí.
No obstante, el Comité Científico Europeo de Productos de Consumo (European Scientific Committee on Consumer Products, SCCP) estableció en 2006 que los datos disponibles sobre los parabenos no proporcionan una respuesta clara a la pregunta de si los propil, butil e isobutil parabenos podían ser usados de manera segura en productos cosméticos con una concentración máxima de hasta 0,4%, que es el límite permitido en la Unión Europea.

## Controversia acerca de los parabenos
Los estudios mencionados anteriormente han provocado un debate científico que se ha convertido en controversia popular propagada mediante correos electrónicos masivos.
Esta controversia ha despertado la preocupación sobre el posible potencial carcinógeno de los parabenos y sus efectos estrogénicos en su uso continuado como conservantes, aunque la comunidad científica no haya encontrado ninguna correlación con el cáncer y la mayoría coincida en que cualquier causalidad es improbable.
El consenso es que cualquier efecto estrogénico que puedan tener los parabenos de los productos cosméticos es insignificante comparado con aquellos procedentes de los estrógenos naturales y otros xenoestrógenos.
La mayoría de las industrias cosméticas consideran seguro el uso de parabenos y otros ingredientes, basándose en el historial de seguridad de su uso a largo plazo y en los recientes estudios científicos. Sin embargo, existen organizaciones que consideran que son necesarios más estudios que demuestren la seguridad de los parabenos basándose en el principio de precaución. Esta preocupación ha llevado a una minoría de los consumidores a utilizar productos cosméticos naturales en vez de los tradicionales.
En España la cadena de supermercados Eroski eliminó esta sustancia en los productos de sus marcas, junto con el Triclosan.

## Productos sin parabenos
Existen en el mercado multitud de productos de todo tipo que no utilizan parabenos como conservantes, los cuales son sustituidos por otros que no generen tanta controversia.